# Кавендиш, Уильям, 5-й герцог Девонширский
Уильям Кавендиш (англ. William Cavendish, 5th Duke of Devonshire; 14 декабря 1748 — 29 июля 1811) — британский аристократ и политик, кавалер Ордена Подвязки, лорд-казначей Ирландии (с 1766 по 1793 год).

## Биография
Был старшим сыном в семье Уильяма Кавендиша и Шарлотты Элизабет Бойл. Его отец принадлежал к старинному английскому аристократическому роду и был британским государственным деятелем. Он занимал пост премьер-министра Великобритании с 16 ноября 1756 года по 25 июня 1757 года. Его мать — дочь и наследница Ричарда Бойла, 3-го графа Бёрлингтона, внучатого племянника физика Роберта Бойла, и леди Дороти Сэвил. Посредством этого брака отец Уильяма унаследовал солидное состояние и несколько поместий.
Помимо Уильяма в семье было ещё двое сыновей и дочь: Ричард, Джордж Август и леди Дороти, впоследствии супруга Уильяма Кавендиша-Бентинка, 3-го герцога Портлендского (ставшего также премьер-министром). Её праправнучка Елизавета — супруга короля Георга VI и мать королевы Елизаветы II.
Был женат дважды. Его первой женой стала леди Джорджиана Спенсер, дочь графа Спенсера и Маргарет Джорджианы Пойнтц. Они обвенчались 7 июня 1774 года. Леди Джорджиана была младше своего супруга на девять лет. У них было трое детей: две дочери — Джорджиана и Гарриет — и сын-наследник, Уильям Джордж.
Семьи Спенсер и Кавендиш принадлежали к партии вигов, но, поскольку Уильямом был одним из герцогов королевства, он не мог заниматься политикой, и Джорджиана озвучивала на публике политические амбиции семьи.
Джорджиана нашла успокоение в проявлениях общественной любви, когда стало ясно, что её брак с Уильямом Кавендишем никогда не будет осуществлением её мечты. Хотя она умело выстраивала собственный имидж на публике, в личной жизни ей это удавалось куда меньше. Вместе с частыми неудачами в стремлении родить наследника, её постигло разочарование: лучшая подруга, леди Элизабет Фостер, стала любовницей герцога. Джорджиана решила, что будет терпеть. Так она оказалась в центре известнейшего в Англии XVIII столетия любовного треугольника.
От связи с Чарльзом Греем, 2-м графом Греем (будущим премьер-министром Великобритании), который был моложе герцогини на 7 лет, у Джорджианы была дочь Элайза. Когда она родилась, герцог заставил жену отдать ребёнка на воспитание родителям Грея.
В мае 1782 года Элизабет Фостер (в девичестве Херви) встретила герцога и герцогиню Девонширских в Бате, после чего быстро стала близкой подругой Джорджианы. С этого времени она жила совместно с Джорджианой и Уильямом на протяжении порядка 25 лет. От герцога она родила сына и дочь. Эти дети были воспитаны в Девоншир-хаусе вместе с законными детьми герцога от Джорджианы. С благословения Джорджианы леди Элизабет вышла замуж за герцога в 1809 году через три года после смерти Джорджианы, продолжая всё это время жить в его доме.

### Браки и дети
Герцог Девонширский был женат дважды. От первого брака с Джорджианой Спенсер у него было трое детей:
- Джорджиана Кавендиш, «малышка Джи» (12 июля 1783 — 8 августа 1858), была замужем за Джорджем Говардом, 6-м графом Карлайлом[3]. Её правнук Джон Кэмпбелл — супруг Луизы Великобританской (зять королевы Виктории);
- Гарриет Кавендиш, «Гаррио» (29 августа 1785 — 25 ноября 1862), была замужем за Гренвилем Левесон-Гоуэром, 1-м графом Гренвилем[4];
- Уильям Джордж Спенсер Кавендиш, 6-й герцог Девонширский, «Харт» (21 мая 1790 — 18 января 1858), лорд-камергер в 1820—1830-х годах, никогда не был женат и умер, не оставив наследника[5].

В 1782 году герцогская чета познакомилась с леди Элизабет Фостер, которая впоследствии стала любовницей герцога и родила от него двоих детей ещё в то время, когда он был женат на Джорджиане:
- Каролина Розалия Аделаида Сен Жюль (1785—1862), была замужем за достопочтенным Джорджем Лэмом[англ.][6], братом Уильяма Лэма, 2-го виконта Мельбурна;
- Огастес Клиффорд[англ.] (26 мая 1788 — 8 февраля 1877), был женат на Элизабет Фрэнсис Таунсенд, от которой имел трёх сыновей[7].

На Элизабет Фостер герцог Девонширский женился только в 1809 году.
От ещё одной любовницы, модистки Шарлотты Спенсер (не имела никакого отношения к семейству Спенсеров), у герцога была дочь по имени Шарлотта Уильямс (до 1774 — 8 декабря 1856). Она родилась незадолго до его свадьбы с Джорджианой.